# Rui Simões (cineasta)
Rui Simões (Lisboa, 20 de Março de 1944) é um cineasta português que se caracteriza pela prática do documentário histórico, visto como cinema militante, de intervenção política, e ainda pela realização de documentários em vídeo e de gravações de peças de teatro e de bailado.

## Biografia
Terminados os estudos secundários, frequentando depois um curso de ballet no Teatro Nacional de São Carlos, em Lisboa, deixa o país (1966), evitando o serviço militar e a mobilização para a guerra colonial. Fixa-se em Paris e depois em Bruxelas, onde frequenta a École Ouvriére Supérieure e um curso de História na Université Libre de Bruxelles. Em 1970 é aluno no curso de Realização Cinema e Televisão do IAD (Institut des Arts de Diffusion em Bruxelas).
Regressa a Portugal depois da Revolução dos Cravos. Trabalha para a firma Animatógrafo de António da Cunha Telles como director de produção. Exerce funções pedagógicas em cursos de formação de várias instituições, tais como o Núcleo de Cineastas Independentes, em escolas superiores de educação, na Quaser-Centro, na Academia de Artes e Tecnologias, na Universidade Nova de Lisboa e na Universidade Independente. Lecciona também nos Estados Unidos, nas universidades de Harvard (Carpenter Center), Cornell (Departamento de História e de Antropologia) e de Berkeley (Pacific Films Archives).

## Realficção
Rui Simões é responsável pela produtora Realficção (Lisboa), onde também desenvolve actividades pedagógicas no audiovisual e multimédia. A empresa dedica-se não só a produzir obras suas mas também de realizadores que se preocupam com a injustiça social de grupos desfavorecidos ou marginais, quer em Portugal quer nas ex-colónias portuguesas.    

## Filmografia

### Longas-metragens
- 1976 – Deus, Pátria, Autoridade
- 1980 – Bom Povo Português
- 2006 - Ensaio sobre o Teatro [5]
- 2009 - Ruas da Amargura [6]
- 2010 - Ilha da Cova da Moura
- 2014 - Guerra ou Paz [7] [8] [9]

### Curtas-metragens
- 1976 – São Pedro da Cova (em 3 curtas-metragens)  [10]

## Vídeos
- Ver realizações em vídeo em Realficção